# Païssi de Hilendar
Païssi de Hilendar o Païssi Hilendarski búlgar: Свети Паисий Хилендарски Sveti Païssi Hilendarski, sovint anomenat Pare Païssi, búlgar: Отец Паисий Otets Païssi (1722–1773) fou un popular clergue búlgar, autor de la Istòria Slavianobolgàrskaia, la segona història búlgara moderna després de l'obra de Petar Bogdan de 1667, "Història de Bulgària". Les seves idees sobre la revitalització nacional i l'alliberament del poble búlgar, expressades en la seva obra, fan que molts científics apuntin a ell com el fundador del renaixement búlgar. Fou canonitzat per decisió del Sant Sínode de l'Església Ortodoxa Búlgara el 1962.

## Origen i educació
Paisius va néixer a l'eparquia de Sàmokov de l'època, probablement al ciutat de Bansko. Es va establir al monestir de Khilandar, situat al Mont Atos, el 1745, on més tard fou un hieromonjo i hegumen. El 1758 va viatjar a Sremski Karlovci com a monjo mendicant, on va conèixer obres històriques i fonts medievals sobre la història búlgara, que li va servir per escriure el treball bàsic, va acabar la seva Istòria Slavianobolgàrskaia el 1762, al Monestir del Pintor, després que Païssi abandonés el Monestir de Hilendar a causa d'una disputa amb els altres monjos. El llibre va ser el primer intent d'escriure una història completa de Bulgària i va intentar despertar i enfortir les consciències nacionals búlgares.
La part més famosa de tot el llibre és la següent:
| « | (búlgar) Но някои не обичат да знаят за своя български род, а се обръщат към чужда култура и чужд език и не се грижат за своя български език, но се учат да четат и говорят по гръцки и се срамуват да се нарекат българи. О неразумни и юроде! Защо се срамуваш да се наречеш българин и не четеш, и не говориш на своя език? Или българите не са имали царство и държава? Толкова години са царували и са били славни и прочути по цялата земя и много пъти са взимали данък от силни римляни и от мъдри гърци. И царе, и крале са им давали своите царски дъщери за съпруги, за да имат мир и любов с българските царе. От целия славянски род най-славни са били българите, първо те са се нарекли царе, първо те са имали патриарх, първо те са се кръстили (...)Но поради що ти, глупави човече, се срамуваш от своя род и се влачиш по чужд език? (...)Ти, българино, не се мами, знай своя род и език и се учи на своя език! | (català) Però hi ha qui no vol sentir a parlar de la seva gent, es gira vers la cultura estrangera i la llengua estrangera i no es preocupa per la llengua búlgara, sinó que aprèn a llegir i parlar grec i s'avergonyeix de ser anomenat búlgar. Oh, tu, desgraciat, que n'ets d'imbècil ! Per què estàs avergonyit de ser anomenat búlgar i no llegeixes en la teva pròpia llengua ? O és que els búlgars no tingueren regne i estat? Durant tants anys regnaren i foren gloriosos i reconeguts a la terra sencera, i moltes vegades gravaren amb forts impostos els poderosos romans i els savis grecs. Reis i els emperadors els donaven llurs filles en matrimoni per aplacar i persuadir els seus reis. De totes les nacions eslaves [els búlgars] foren els més valents. Els nostres governants foren els primers a autoproclamar-se emperadors, els primers a tenir patriarques, els primers a batejar la seva gent (...) Però per què estàs avergonyit del teu poble, insensat, i t'arrossegues en un idioma estranger ? (...) Tu, búlgar, deixa d'enganyar-te, i aprèn a conèixer la teva pàtria i la teva llengua, instrueix-te en la teva pròpia llengua! | » |

Això significa més o menys el propòsit de l'autor que parla sobre el perill que els búlgars caiguin víctimes de les polítiques d'hel·lenització del clergat principalment grec. Aquests sentiments anti-grecs presentats en l'escrit de Païssi, caracteritzaven els grecs com una espècie d'enemics nacionals dels búlgars. La primera còpia manual del llibre la va fer Sofroni de Vratsa el 1765. Estructuralment, Istòria Slavianobolgàrskaia es compon de dues presentacions, diversos capítols que discuteixen diversos esdeveniments històrics, un capítol sobre els "mestres eslaus", els deixebles de Ciril i Metodi, un capítol sobre els sants búlgars i un epíleg. Quan Païssi va recórrer Bulgària com un frare mendicant, va portar la seva obra, que va ser copiada i difosa entre els búlgars. Es creu que va morir de camí al Mont Atos prop d'Ampelino (actual Assènovgrad).

## Honor
El cim Paisiy a l'Illa Livingston de les Illes Shetland del Sud, Antàrtida rebé el seu nom en honor de Païssi de Hilendar.
El sant és retratat en l'anvers del bitllet búlgar de 2 levs, emès entre 1999 i 2005.